# Slalomvärldsmästerskapen i kanotsport 1981
Slalomvärldsmästerskapen i kanotsport 1981 anordnades i Bala, Storbritannien.

## Medaljsummering

### Medaljtabell
| Pl.   | Nation          | Guld | Silver | Brons | Totalt |
| ----- | --------------- | ---- | ------ | ----- | ------ |
| 1     | USA             | 4    | 3      | 4     | 11     |
| 2     | Storbritannien  | 3    | 1      | 0     | 4      |
| 3     | Västtyskland    | 2    | 1      | 1     | 4      |
| 4     | Frankrike       | 0    | 1      | 4     | 5      |
| 5     | Tjeckoslovakien | 0    | 1      | 0     | 1      |
| 5     | Polen           | 0    | 1      | 0     | 1      |
| 5     | Schweiz         | 0    | 1      | 0     | 1      |
| Total | Total           | 9    | 9      | 9     | 27     |

### Herrar
| Gren    | Guld                                                                                                | Poäng  | Silver                                                                                              | Poäng  | Brons                                                                               | Poäng  |
| C-1     | Jon Lugbill (USA)                                                                                   | 234,58 | David Hearn (USA)                                                                                   | 234,92 | Jean Sennelier (FRA)                                                                | 246,27 |
| C-1 lag | USA Jon Lugbill David Hearn Ron Lugbill                                                             | 251,02 | Frankrike Hervé Madore Jean Sennelier Jean Salamé                                                   | 292,69 | Västtyskland Gerald Moos Fredi Zimmermann Jürgen Schnitzerling                      | 333,38 |
| C-2     | USA Steve Garvis Mike Garvis                                                                        | 264,23 | Västtyskland Dieter Welsink Peter Czupryna                                                          | 271,68 | USA Paul Grabow Jefry Huey                                                          | 272,78 |
| C-2 lag | Storbritannien Jock Young & Alistair Munro Robert Joce & Robert Owen Eric Jamieson & Robin Williams | 338,17 | Polen Wojciech Kudlik & Jerzy Jeż Marek Maslanka & Ryszard Seruga Zbigniew Czaja & Jacek Kasprzycki | 356,30 | USA Carl Gutschick & Paul Flack Paul Grabow & Jefry Huey Steve Garvis & Mike Garvis | 395,14 |
| K-1     | Richard Fox (GBR)                                                                                   | 211,94 | Luboš Hilgert (TCH)                                                                                 | 214,35 | Jean-Yves Prigent (FRA)                                                             | 219,58 |
| K-1 lag | Storbritannien Richard Fox Albert Kerr Nicolas Wain                                                 | 246,55 | Schweiz Jürg Götz Urs Steinmann Milo Duffek                                                         | 251,58 | Frankrike Jean-Yves Prigent Thierry Junquet Bernard Renault                         | 252,37 |

### Mixed
| Gren | Guld                              | Poäng  | Silver                       | Poäng  | Brons                          | Poäng  |
| C-2  | USA Elizabeth Hayman Fritz Haller | 355,12 | USA Barbara McKee John Sweet | 442,58 | USA Karen Marte Brett Sorensen | 464,39 |

### Damer
| Gren    | Guld                                                       | Poäng  | Silver                                                     | Poäng  | Brons                                      | Poäng  |
| K-1     | Ulrike Deppe (FRG)                                         | 257,69 | Cathy Hearn (USA)                                          | 262,79 | Jocelyne Roupioz (FRA)                     | 270,10 |
| K-1 lag | Västtyskland Ulrike Deppe Susanne Erbers Gabriele Köllmann | 303,10 | Storbritannien Elizabeth Sharman Jane Roderick Susan Small | 326,80 | USA Linda Harrison Cathy Hearn Yuri Kusuda | 333,69 |